# کردستان سرخ

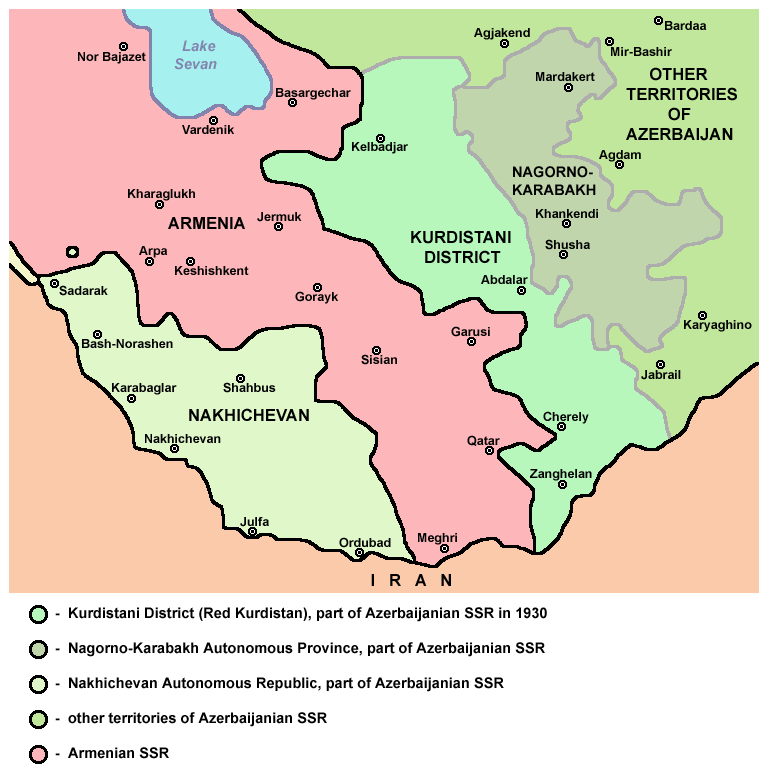
نقشهٔ کردستان سرخ در پیرامون ۱۹۳۰ میلادی

آویزد کردستان سرخ آویزد کردها در شوروی در منطقهٔ خودمختار کردنشین در بخش‌های جنوبی قفقاز در سالهای ۱۹۲۳–۱۹۲۹ بود. در سال ۱۹۲۳ در شهرستان‌های کلبجر، لاچین، زنگلان و جبرئیل، آویزد کردستان سرخ تأسیس شد. مرکز آویزد کردستان سرخ در لاچین (بین قراباغ و ارمنستان) قرار داشت.
در پی رفع اختلاف‌های سیاسی ترکیه و بریتانیا، به ویژه مسئله موصل که با ادغام نهایی آن در قلمرو عراق، به نفع بریتانیا حل و فصل شد (۱۹۲۶)، دولت بریتانیا که برای زمانی کوتاه نقش مهمی در تشجیع کردها ایفا کرده بود، دست از این رویه شست. در این میان شوروی نیز در پی چند سال وقفه حاصل از انقلاب اکتبر و جنگ‌های داخلی، از نو موقعیت منطقه‌ای سابق و ارتباطات سنتی خود را احیا کردند.
ایجاد یک منطقه خودمختار کردنشین در بخش‌های جنوبی قفقاز در سال ۱۹۲۳ را می‌توان به عنوان سرآغاز خط و مشی مشخص شوروی در این زمینه تعبیر کرد. کردستان سرخ با نارضایتی باقروف به تدریج اهمیتش را از دست داده و در سالهای آخر دهه ۱۹۲۰ منحل شد.

## جمهوری کردی لاچین
در سال ۱۹۹۲، پس از تصرف لاچین توسط نیروهای ارمنی در جریان جنگ اول قره‌باغ، جمهوری کردی لاچین توسط گروهی از کردها به رهبری وکیل مصطفی‌اف در محدودهٔ کردستان سرخ سابق اعلام شد. اما این تلاش به دلیل تغییر زبان اکثریت کردهای منطقه با شکست مواجه شد و این جمهوری منحل گردید. مصطفی‌اف بعدها به ایتالیا پناهنده شد.

## برای مطالعهٔ بیشتر
- «قفقاز در کشاکش جنگ و انقلاب».